# Chefchaouen

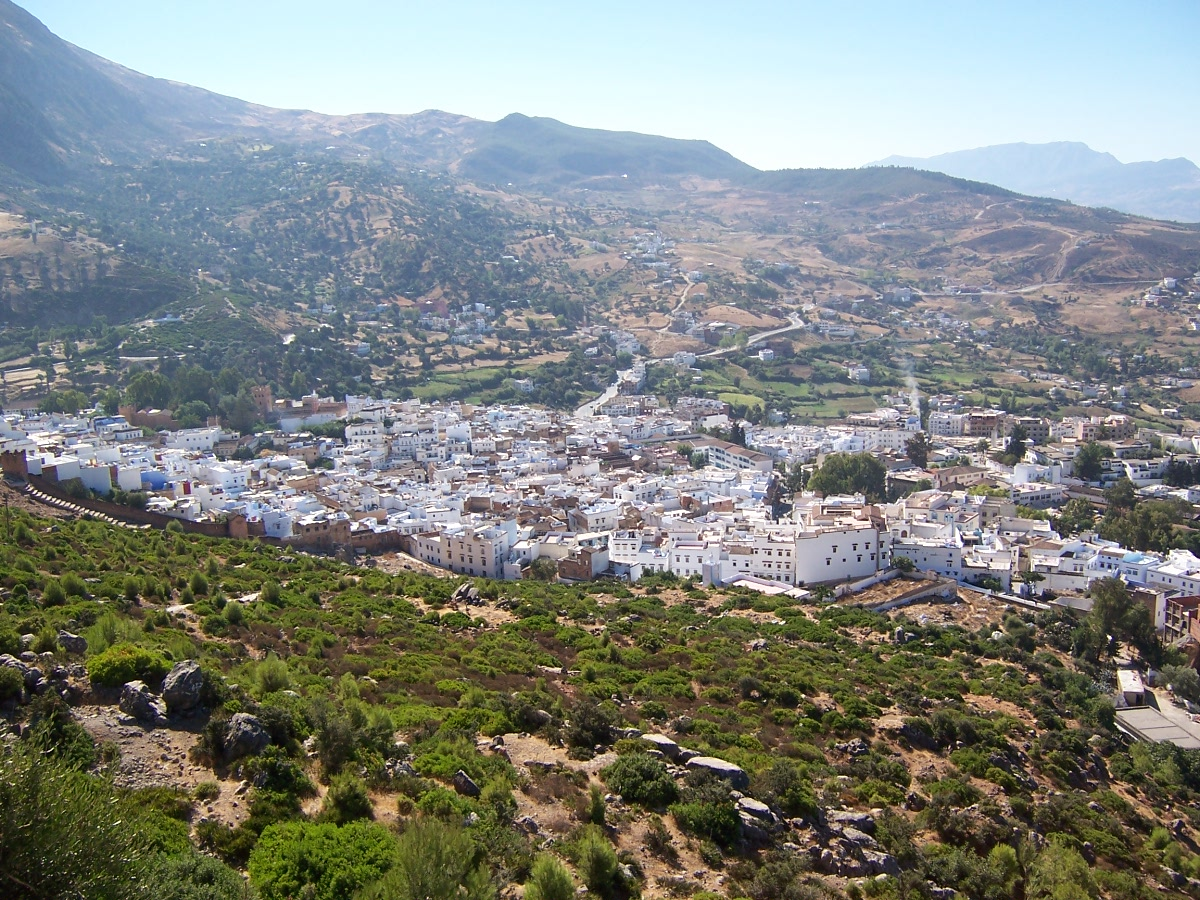
Blick auf Chefchaouen vom Berg

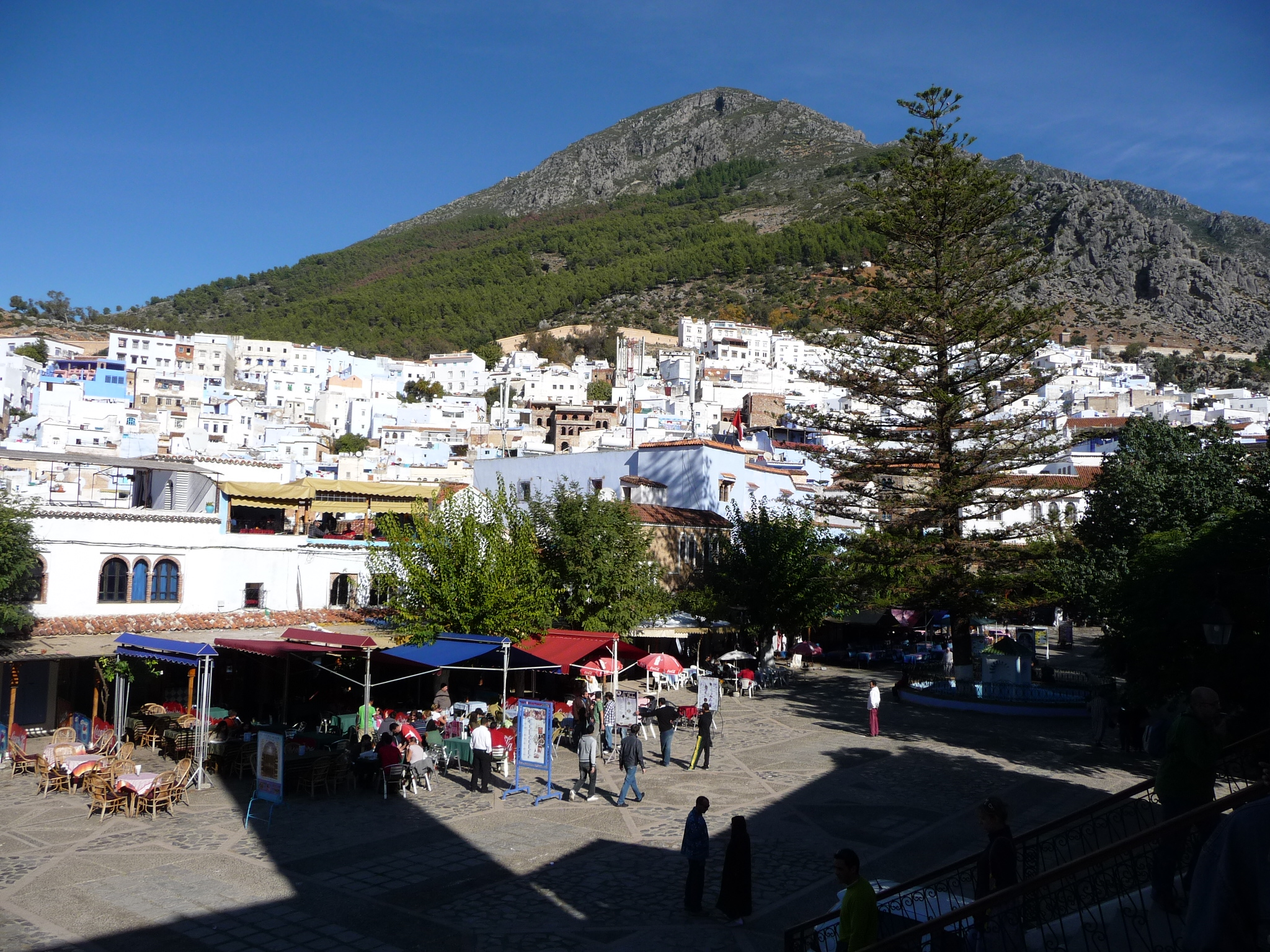
Zentraler Platz und Altstadt

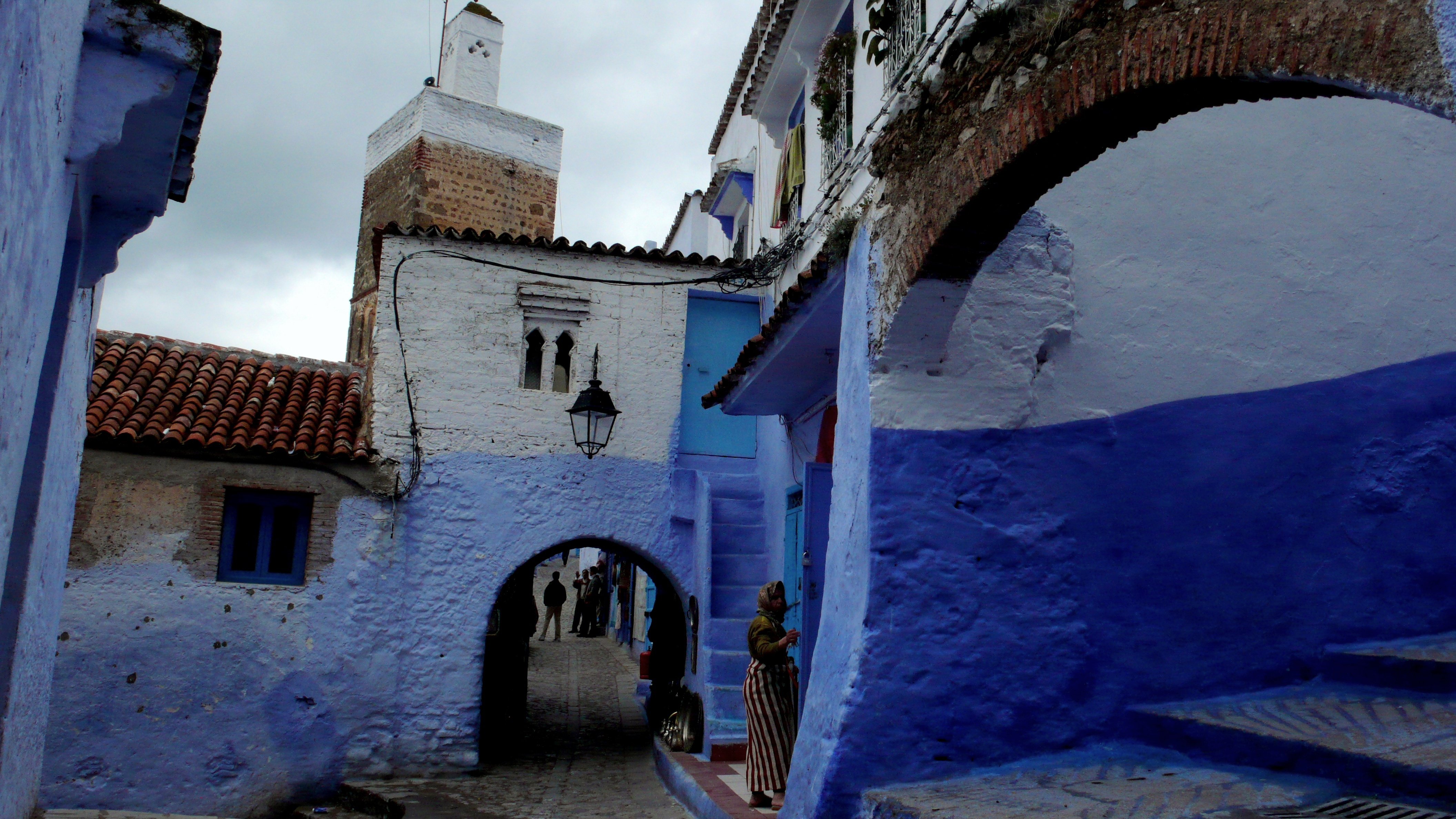
Blaugetünchte Häuser, im Hintergrund das Minarett der Moschee der Andalusier

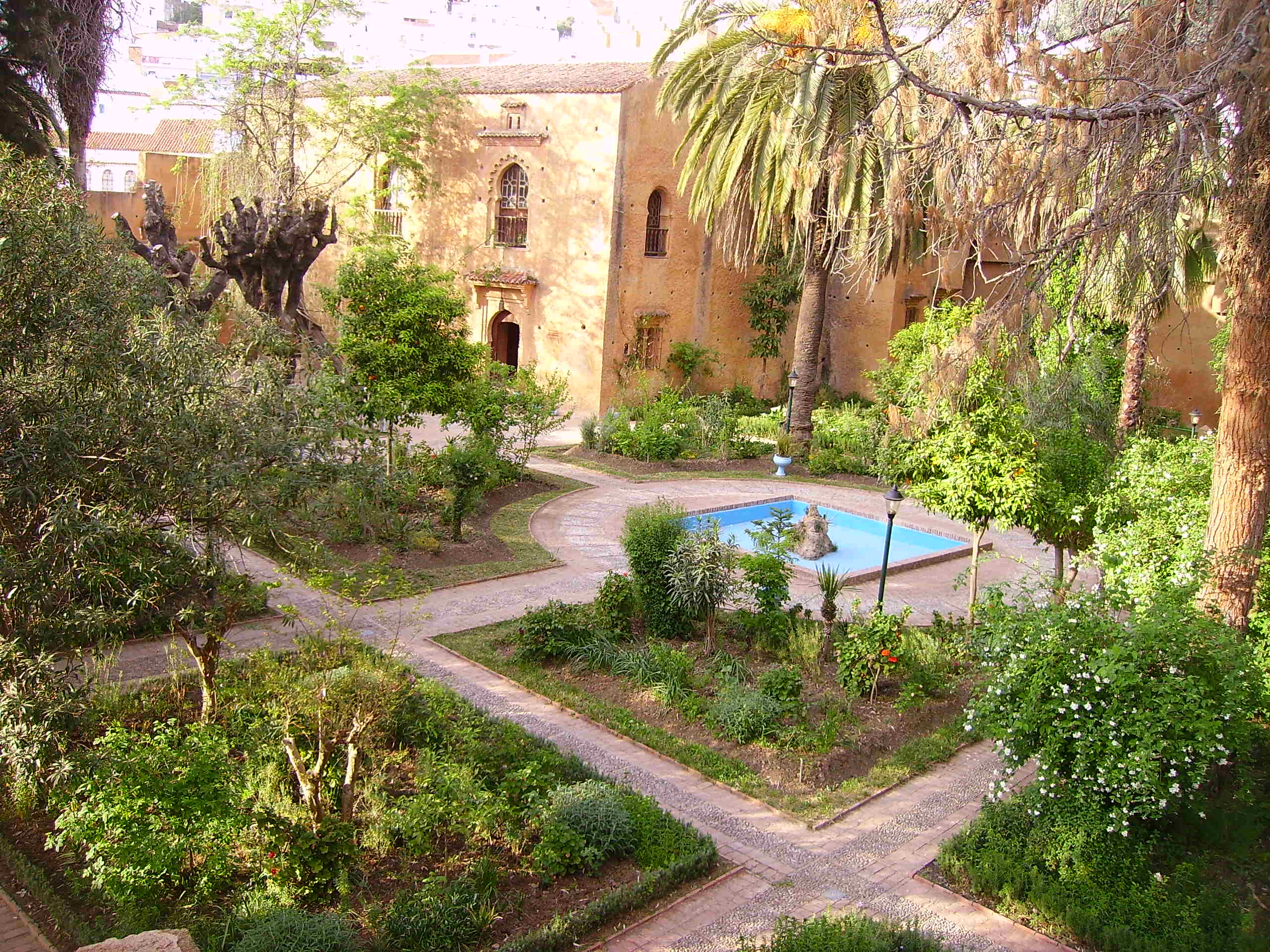
Garten in der Kasbah

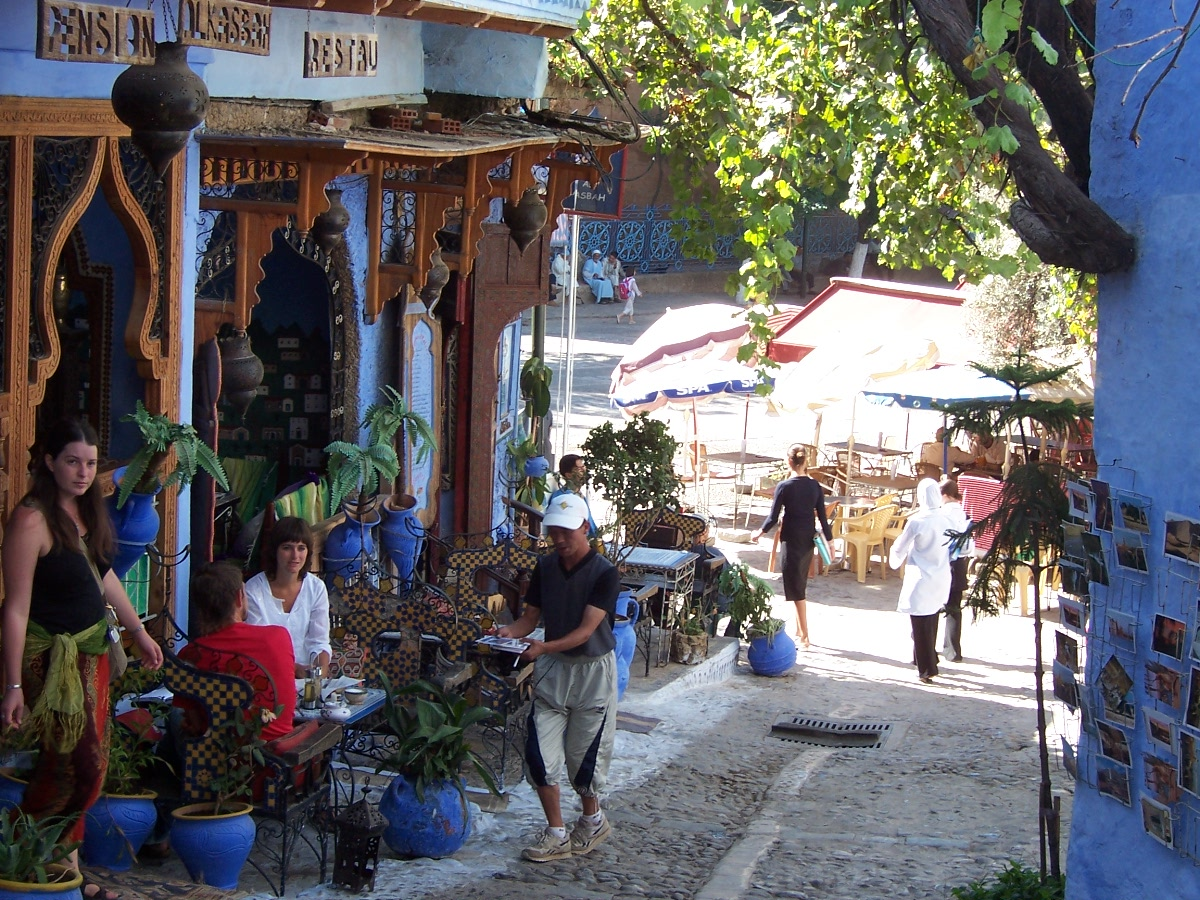
Gasse in Chefchaouen

Chefchaouen, Chaouen oder Xauen (aus Zentralatlas-Tamazight ⴰⵛⵛⴰⵡⵏ Accawen ‚die Hörner‘; arabisch شفشاون, DMG-Umschrift Šafšāw(a)n) ist eine nordmarokkanische Stadt mit etwa 46.000 Einwohnern und Hauptstadt der gleichnamigen Provinz in der Region Tanger-Tétouan-Al Hoceïma. Zusammen mit anderen Regionen des Mittelmeerraumes ist die traditionsreiche Küche der auch als „Blaue Perle“ titulierten Stadt im Jahr 2013 als Immaterielles Kulturerbe der Menschheit durch die UNESCO anerkannt worden.

## Name
Der Name Accawen (ⴰⵛⵛⴰⵡⵏ) bedeutet im Zentralatlas-Tamazight „die Hörner“ und bezieht sich auf die zwei Bergspitzen, welche von der Stadt aus zu sehen sind. Chaouen ist eine nichtoffizielle Kurzform des Stadtnamens, aus der die spanische Form Xauen entlehnt ist. Dieser Name taucht in den Dokumenten des spanischen Protektorates Marokko auf. In jüngerer Zeit wird im Spanischen häufiger die Form Chauen verwendet, die aus der französischen Form Chaouen übernommen ist.

## Lage und Klima
Chefchaouen liegt oberhalb des Flusses Laou im nordwestlichen Rif-Gebirge in einer Höhe von etwa 560 bis 600 m und ist ca. 62 km (Fahrtstrecke) in südlicher Richtung von Tétouan bzw. etwa 112 km in südöstlicher Richtung von Tanger entfernt. Das Klima ist gemäßigt bis warm; Regen (880 mm/Jahr) fällt nahezu ausschließlich im Winterhalbjahr.

## Bevölkerungsentwicklung
| Jahr      | 1994   | 2004   | 2014   | 2024   |
| Einwohner | 31.410 | 35.709 | 42.786 | 46.168 |

Die Bewohner der Stadt sind ganz überwiegend Berber; darunter befinden sich auch zahlreiche Nachfahren der im 15. und 16. Jahrhundert aus Al-Andalus zurückgekehrten Mauren.

## Wirtschaft und Tourismus
Chefchauen war und ist eines der Zentren des von offizieller Seite zwar verbotenen, aber insgeheim vielfach noch geduldeten Haschisch-Anbaus in Marokko. Dies zog seit den 1960er Jahren viele westliche Aussteiger und Hippies an, denen seit den 1980er Jahren auch abenteuersuchende Individualreisende folgten. Heute besuchen auch zahlreiche Gruppenreisende (meist Durchreisende oder Tagesausflügler) die Stadt.

## Geschichte

### Gründung
Die große Moschee von Chefchaouen (Masjid El Aadam) ließ der Stadtgründer Moulay Ali Ben Moussa Ben Rached El Alami im Jahr 1471 (islamischer Zeitreichnung: 969) errichten. Sie dient neben ihren Funktionen als Bet- und Predigtraum auch als Ausbildungsstätte für islamische Religion und Humanismus. Moulay Ali Ben Moussa Ben Rached El Alami kam aus Al-Andalus, um Marokko gegen die Portugiesen zu verteidigen. Das Jahr 1471 gilt auch als Stadtgründungsjahr; zu der Zeit lebte dort eine kleine, hauptsächlich berberische Bevölkerung. Einen großen Einwohnerzustrom erlebte die Stadt im Jahr 1492, den aus Spanien ausgewiesene Muslime und Juden (Alhambra-Edikt der Katholischen Könige) wanderten zu. Diese Einwanderungsgeschichte prägt heute noch die Architektur der Altstadt: Wie in andalusischen Dörfern gibt es kleine verwinkelte Gassen zwischen weiß getünchten Häusern und unregelmäßige Abgrenzungen, häufig mit Schattierungen von Blau (gegen den bösen Blick). Chefchaouen wurde in einem kleinen Tal errichtet und die Altstadt erstreckt sich bergauf. Auf den Anhöhen in dieser Richtung befinden sich die Quellen von Ras al-Ma und die restaurierte Moschee Jemaa Bouzafar. Das Stadtzentrum bilden die Plaza Uta al-Hammam mit der die Alcazaba. Die Moschee der Andalusier hat nur ein Minarett und einen achteckigen Grundriss. Die neue Stadt wurde unterhalb der Altstadt (Medina) von Chefchaouen gebaut.

### Heilige Stadt
Chefchaouen galt über Jahrhunderte als heilige Stadt, deren Betreten Ausländern unter Androhung der Todesstrafe versperrt war; dies hat dazu beigetragen, dass ihre mittelalterliche Architektur erhalten blieb. Dass sich die städtische Struktur dynamisch ändert, ist eine neue Erscheinung.

### Beginn des Protektorates
Spanische Truppen setzten die Öffnung Chefchaouens durch, als sie Nordmarokko unter ihre Kontrolle zwingen wollten. 1906 wurden die Vorrechte der Kolonialmächte Spanien und Frankreich auf der Algeciras-Konferenz kodifiziert, 1912 wurde das Protektorat (Französisch- und Spanisch-Marokko) eingerichtet. Als die spanischen Protektoratstruppen nach Chefchaouen kamen, hatte die Stadt eine erhebliche sephardisch-jüdische Bevölkerung, welche judeoespañol (Judenspanisch) sprach. Chefchaouen war Hauptbasis der spanischen Protektoratsarmee. Im Jahr 1956 wurde hier die letzte spanische Flagge des Protektorates eingeholt. Wie in anderen Städten im Bereich des ehemaligen spanischen Protektorates ist auch in Xauen – so der spanische Name der Stadt – die spanische Sprache noch verbreitet.

### Abd el-Krim in Haft
Im Ersten Weltkrieg fachte Walter Zechlin (1879–1962), Konsul des Deutschen Reichs in Tétouan, in Französisch-Marokko antikoloniale Bestrebungen an und verhandelte mit Mohamed Abd el-Krim. Zechlin wurde 1917 nach Madrid versetzt und Abd el-Krim kam von 1916 bis 1917 in Haft der spanischen Schutztruppe; er wurde in der Alcazaba von Chefchaouen festgesetzt.

### Rifkrieg
Im Rifkrieg wurde Chefchaouen – in Vorbereitung auf den Senfgaseinsatz – im Jahr 1924 vollständig geräumt. Im November 1925 bombardierte die Flugstaffel Escadrille Cheériffian unter der Leitung von Charles Sweeney, einem US-Piloten aus der Lafayette Escadrille, Chefchaouen. Als die Bombardierung bekannt wurde, zog die französische Regierung unter Aristide Briand und Édouard Herriot die Escadrille Cheériffian ab.

## Sehenswürdigkeiten
- Die gesamte Altstadt mit ihren reizvollen engen Gassen, kleinen Plätzen, blau- und weißgetünchten Häusern lädt zum Spazieren ein. Die blaue Farbe soll angeblich vor dem bösen Blick schützen. Die Bemalung wurde jedoch in den späten 1970er Jahren initiiert, um den Tourismus zu fördern.[6]
- Die im 18. Jahrhundert aus Stampflehm erbaute und farblich naturbelassene Alcazaba (Kasbah) am Uta-el-Hammam-Platz mit ihrem Garten kann besichtigt werden. Ihre Räume beherbergen einige Ausstellungsstücke zur Geschichte und Kultur der Stadt.

Umgebung
- Etwa 1,5 km außerhalb und ca. 150 m oberhalb des Ortes liegt die (restaurierte) Moschee Jamaa Bouzzafer, die während des Rifkabylen-Aufstands entstand und hauptsächlich als Versteck und Beobachtungsposten diente. Von hier bieten sich schöne Blicke auf die Stadt.
- Die Akchour-Wasserfälle sind etwa 25 km in nordöstlicher Richtung entfernt.

## Städtepartnerschaften
Chefchaouen ist mit folgenden Städten partnerschaftlich oder freundschaftlich verbunden:
- Issaquah, USA
- Vejer de la Frontera in Andalusien, (Spanien)
- Ronda in Andalusien, (Spanien)
- Kunming, Volksrepublik China
- Testour, Tunesien
- Mértola, Portugal[7]